# Elginerpeton pancheni
Elginerpeton pancheni (лат.) — вид вымерших челюстноротых из семейства Elginerpetontidae клады тетраподоморф (Tetrapodomorpha), единственный в роде Elginerpeton.

## История изучения
Окаменелости Elginerpeton pancheni были обнаружены в Шотландии, в горных породах, относящихся к вехнему девонскому периоду. Первоначально были идентифицированы как неопознанная лопастепёрая рыба. Исследования Пера Альберга в 1995 году продемонстрировали, что вид является одним из ранних представителей тетраподоморф. Elginerpeton pancheni является родственником другого примитивного тетраподоморфа, Obruchevichthys gracilis, и входит вместе с ним в семейство Elginerpetontidae.

## Описание
Elginerpeton pancheni известен по фрагментам скелета, в том числе частям плеча и бедра, бедренной кости, большеберцовой кости задней конечности и фрагментам челюстей. Возможно с этим же тетраподом связан ещё один элемент плечевой кости. Голотип RMSG 1967.17.1 — фрагмент нижней челюсти, оцениваемой в 40 сантиметров общей длины.
Челюсти Elginerpeton pancheni демонстрируют мозаику признаков Elpistostege watsoni и тетрапод. Бедра и конечности разделяют особенности ихтиостег, а плечо сходно скорее с гинерпетоном или тулерпетоном. Поскольку ступни (или плавники) не обнаружены, неясно, как вид связан с Panderichthys и ранними тетраподами. Elginerpetontidae имеют уникальные особенности, отделяющие их от других первых тетраподоморф. Череп спереди у́же, чем у любой из лопастепёрых рыб или других ранних тетрапод или тетраподоморф, а общая длина черепа — намного больше. Elginerpeton pancheni и Obruchevichthys gracilis могут представлять особую, и, по-видимому, недолгую радиацию, разошедшуюся до появления остальных тетрапод.
Общая длина тела составляла примерно 1,5 метра. Ноги короткие, хвост длинный, передняя часть головы узкая. Питался рыбой и беспозвоночными.

## Палеоэкология
Сопутствующая Elginerpeton pancheni фауна включает плакодерм (Bothriolepis), акантод, двоякодышащих и поролепообразных лопастепёрых рыб и бесчелюстных разнощитковых.